# Al-Arab News
Pour le journal quotidien anglophone publié en Arabie saoudite, voir Arab News.
Al-Arab News était une chaîne saoudienne d'information privée dont le siège principal est au Bahreïn. Elle s’intéresse à la politique régionale et mondiale. Elle appartient à l’émir Al-Walid ben Talal ben Abdelaziz Al Saoud et Jamal Khashoggi en est le directeur. La première diffusion de cette chaîne est datée du 1er février 2015.
Elle a cessé d'émettre , moins de vingt-quatre heures après son lancement.

## Siège social
La chaîne dont Al-Walid ben Talal ben Abdelaziz Al Saoud est le propriétaire, a entamé sa diffusion tout d’abord au Bahreïn, pays voisin et très proche politiquement de l’Arabie saoudite. La chaine diffuse aussi à partir de la partie grecque de Chypre.

## Fermeture de la chaîne
La diffusion de la chaîne s'est arrêtée moins de 24h après son lancement,, à la suite de l'intervention de son premier invité, Khalil Marzouk, un dirigeant de l'Opposition bahreïnien. Celui-ci a critiqué le retrait de la nationalité à 72 personnes par le gouvernement de Bahreïn. La chaine a déclaré que cet arrêt est dû à des raisons administratives et techniques. Le journal bahreïnien Akhbar Al-Khalij a révélé que cette interdiction de diffusion renvoie au fait que les responsables de la chaine n'étaient pas neutres et qu'il ne faut pas aborder ce qui peut avoir un effet négatif sur l'union des pays du Golfe et ses orientations politiques. Au début, le gouvernement bahreïnien n’a donné aucune explication à ce propos. Ensuite, un communiqué de l’autorité de l’information de Bahreïn a indiqué qu’« il a été décidé d’arrêter les activités d’Al-Arab, cette chaîne n’ayant pas obtenu les autorisations nécessaires ». Elle affirme dans son communiqué qu’elle a tenté d’aider la chaine à fonctionner « conformément aux règlements, aux accords régionaux et internationaux et en tenant compte du contexte de la lutte antiterroriste », avant de souligner que « ces conditions n’ont pas été remplies ».

## L'équipe de la chaîne
La chaîne Al-Arab emploie 280 entre journalistes, techniciens dans 30 pays différents. Le siège principal est situé à Riyad avec 20 employés. Des négociations sont en cours pour installer le siège de la chaîne en Turquie après sa fermeture abusive.

## Al-Arab entreAl JazeeraetAl-Arabiya
La chaîne Al-Arab est entrée en concurrence avec les autres chaînes arabes d'information dont les deux chaines Al Jazeera et Al-Arabiya qui dominent le paysage médiatique de l'information du monde arabe. Al-Jazeera est une chaine de Qatar et « Al-Arabiya » diffuse de Dubaï et appartient au groupe MBC de l’Arabie saoudite. Al Jazeera créée en 1996, est considérée comme la première chaine arabe d’information. En 2003, Al-Arabiya a commencé la diffusion en parallèle avec la guerre de l’Irak. Les observateurs de la scène médiatique arabe considèrent que chaque chaine reflète les points de vue du gouvernement qui l’a créée : Al Jazeera pour Qatar, et Al-Arabiya pour l’Arabie saoudite. Al Jazeera a été souvent accusée de soutenir les Frères musulmans en Égypte, alors qu’Al-Arabiya est accusée d’adopter une ligne éditoriale contre les Frères musulmans, en phase avec la politique de l’Arabie Saoudite qui a soutenu le renversement du président Mohamed Morsi,. 
L'ancien directeur de la chaine Al-Arab à l'époque, Jamal Khashoggi, assassiné par les services secrets saoudiens en 2018, avait précisé que sa chaine sera neutre et qu’elle va garder la même distance par rapport aux autres. Il a également précisé pour l’Agence France-Presse « qu’elle sera objective et qu’aucune chaine ne doit avoir un agenda politique ».
Al-Arab venait s’ajouter à une multitude de chaînes de télévision arabes d'informations continue; outre Al Jazzera et Al Arabiya; d'autres chaines ont vu le jour comme Al Ghad , Al Mayadeen, Sky News Arabiya. Les deux premières chaînes ont été accusées de refléter les points de vue de leurs gouvernements propriétaires, notamment dans leur couverture des évènements suivant les révoltes du Printemps arabe contre certains régimes arabes en place.